# Tennäng

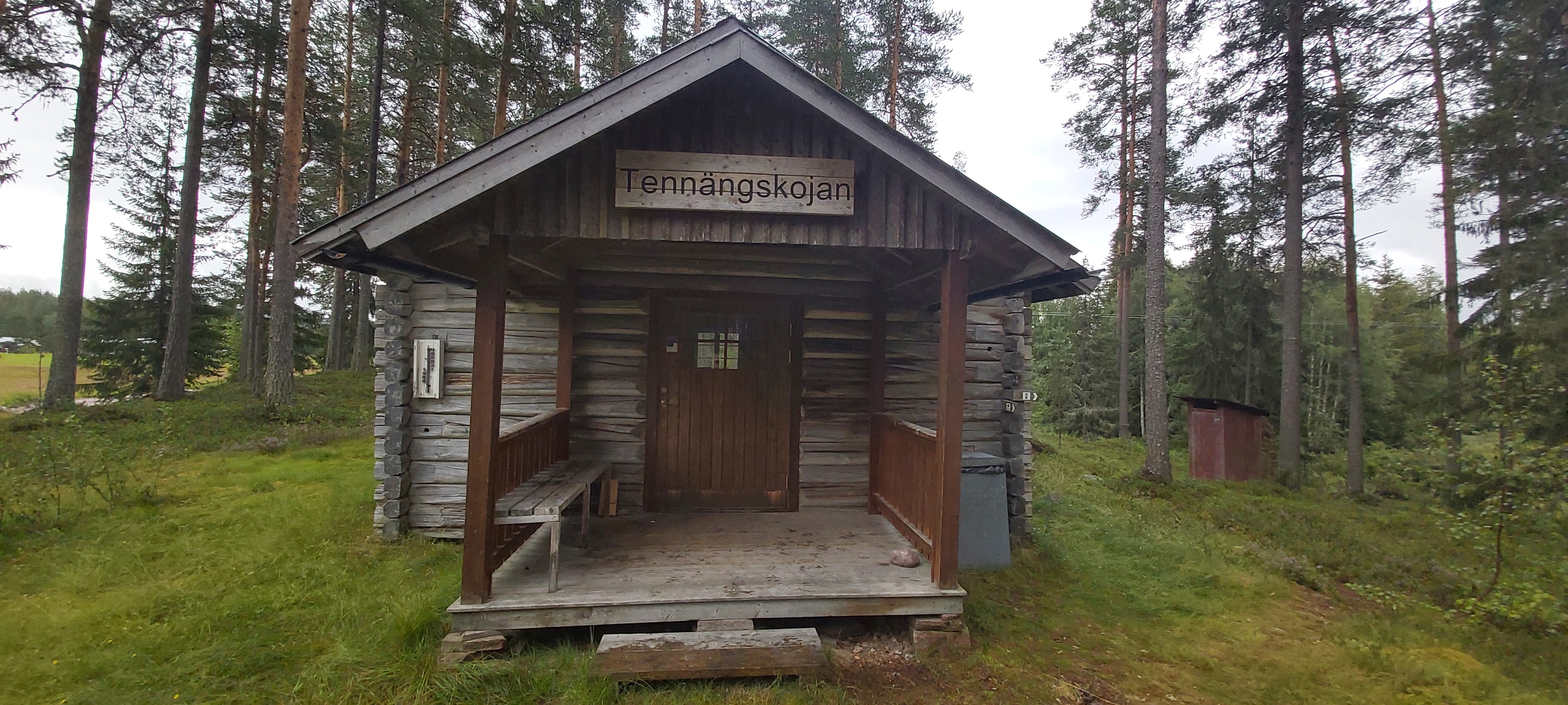
Raststuga i Tennäng längs Vasaloppsleden.

Tennäng är en fäbod som ligger utefter vasaloppsspåret, vid Vanån och tennån, i Älvdalens socken i Älvdalens kommun. Tennäng är ingen kontroll på Vasaloppet, men många åskådare kommer dit för att se åkarna. Platsen är känd för att vara ett köldhål, med ofta flera grader lägre temperatur än omgivningen.

## Vägen Tennäng–Evertsberg
I december 2016 gav Trafikverket ut en granskningshandling för vägen Tennäng–Evertsberg, en del av väg 1024. Av handlingen framgår att Trafikverket planerade att bredda och förstärka väg 1024. Objekten finns med i Länsplanen med start år 2022–2025. År 2017 kom en miljöbeskrivning för den aktuella vägsträckan 
2019 skickade Trafikverket ut ett meddelande om upphandling av vägprojektet Vasaloppsvägen, delen Fiskarheden–Tennäng–Evertsberg–Oxberg.
Under våren och försommaren 2023 har Trafikverket slutfört avverkningen av skogen längs den vägsträcka som ska breddas och förstärkas.